# Гурон (Каліфорнія)
Гурон (англ. Huron) — місто (англ. city) в США, в окрузі Фресно штату Каліфорнія. Населення — 6206 осіб (2020).

## Географія
Гурон розташований за координатами 36°12′14″ пн. ш. 120°5′46″ зх. д. / 36.20389° пн. ш. 120.09611° зх. д. (36.203978, -120.096178).  За даними Бюро перепису населення США в 2010 році місто мало площу 4,12 км², уся площа — суходіл.

## Демографія
Згідно з переписом 2010 року, у місті мешкали 6754 особи в 1532 домогосподарствах у складі 1335 родин. Густота населення становила 1639 осіб/км².  Було 1602 помешкання (389/км²).
Расовий склад населення:
| - 34,1 % — білих - 1,1 % — корінних американців - 1,0 % — чорних або афроамериканців - 0,6 % — азіатів - 0,1 % — вихідців з тихоокеанських островів - 58,7 % — осіб інших рас |

До двох чи більше рас належало 4,5 %. Частка іспаномовних становила 96,6 % від усіх жителів.
За віковим діапазоном населення розподілялося таким чином: 37,1 % — особи молодші 18 років, 58,0 % — особи у віці 18—64 років, 4,9 % — особи у віці 65 років та старші. Медіана віку мешканця становила 24,7 року. На 100 осіб жіночої статі у місті припадало 111,6 чоловіків;  на 100 жінок у віці від 18 років та старших — 114,7 чоловіків також старших 18 років.
Середній дохід на одне домашнє господарство  становив 35 209 доларів США (медіана — 27 049), а середній дохід на одну сім'ю — 35 644 долари (медіана — 27 353). Медіана доходів становила 26 949 доларів для чоловіків та 20 321 долар для жінок. За межею бідності перебувало 35,8 % осіб, у тому числі 45,1 % дітей у віці до 18 років та 38,8 % осіб у віці 65 років та старших.
Цивільне працевлаштоване населення становило 2331 осіб. Основні галузі зайнятості: сільське господарство, лісництво, риболовля — 58,3 %, освіта, охорона здоров'я та соціальна допомога — 11,6 %, мистецтво, розваги та відпочинок — 6,9 %, роздрібна торгівля — 6,4 %.